# Germania ai Giochi della IX Olimpiade
La Germania partecipò ai Giochi della IX Olimpiade, svoltisi ad Amsterdam, Paesi Bassi, dal 28 luglio al 12 agosto 1928,  
con una delegazione di 295 atleti, di cui 35 donne, impegnati in 16 discipline,
aggiudicandosi 10 medaglie d'oro, 7 medaglie d'argento e 14 medaglie di bronzo.

## Medagliere

### Per discipline
| Sport              | Oro | Argento | Bronzo | Totale |
| ------------------ | --- | ------- | ------ | ------ |
| Sollevamento pesi  | 2   | 0       | 1      | 3      |
| Equitazione        | 2   | 0       | 1      | 3      |
| Atletica leggera   | 1   | 2       | 6      | 9      |
| Lotta greco-romana | 1   | 2       | 1      | 4      |
| Scherma            | 1   | 1       | 1      | 3      |
| Nuoto              | 1   | 1       | 1      | 3      |
| Canottaggio        | 1   | 0       | 0      | 1      |
| Pallanuoto         | 1   | 0       | 0      | 1      |
| Pugilato           | 0   | 1       | 0      | 1      |
| Ciclismo           | 0   | 0       | 1      | 1      |
| Pentathlon moderno | 0   | 0       | 1      | 1      |
| Hockey su prato    | 0   | 0       | 1      | 1      |
| Totale             | 10  | 7       | 14     | 31     |

### Medaglie
| Medaglia | Atleta | Sport              | Evento                          |
| -------- | --- | ------------------ | ------------------------------- |
| Oro      | Lina Radke | Atletica leggera   | 800 metri piani femminili       |
| Oro      | Bruno Müller, Kurt Moeschter | Canottaggio        | Due senza maschile              |
| Oro      | Carl von Langen | Equitazione        | Dressage individuale            |
| Oro      | Carl von Langen Hermann Linkenbach Eugen von Lotzbeck | Equitazione        | Dressage a squadre              |
| Oro      | Kurt Leucht | Lotta greco-romana | Pesi gallo                      |
| Oro      | Hilde Schrader | Nuoto              | 200 metri rana femminili        |
| Oro      | Germania | Pallanuoto         | Torneo maschile                 |
| Oro      | Helene Mayer | Scherma            | Fioretto individuale femminile  |
| Oro      | Kurt Helbig | Sollevamento pesi  | Pesi leggeri                    |
| Oro      | Josef Straßberger | Sollevamento pesi  | Pesi massimi                    |
| Argento  | Georg Lammers Richard Corts Hubert Houben Helmut Körnig | Atletica leggera   | Staffetta 4×100 metri maschile  |
| Argento  | Otto Neumann Richard Krebs Harry Storz Hermann Engelhard | Atletica leggera   | Staffetta 4×400 metri           |
| Argento  | Ede Sperling | Lotta greco-romana | Pesi leggeri                    |
| Argento  | Adolf Rieger | Lotta greco-romana | Pesi medio-massimi              |
| Argento  | Erich Rademacher | Nuoto              | 200 metri rana maschili         |
| Argento  | Ernst Pistulla | Pugilato           | Pesi mediomassimi               |
| Argento  | Erwin Casmir | Scherma            | Fioretto individuale maschile   |
| Bronzo   | Georg Lammers | Atletica leggera   | 100 metri piani maschili        |
| Bronzo   | Helmut Körnig | Atletica leggera   | 200 metri piani                 |
| Bronzo   | Joachim Büchner | Atletica leggera   | 400 metri piani                 |
| Bronzo   | Hermann Engelhard | Atletica leggera   | 800 metri piani maschili        |
| Bronzo   | Emil Hirschfeld | Atletica leggera   | Getto del peso                  |
| Bronzo   | Rosa Kellner Leni Schmidt Anni Holdmann Leni Junker | Atletica leggera   | Staffetta 4×100 metri femminile |
| Bronzo   | Karl Köther Hans Bernhardt | Ciclismo           | Tandem                          |
| Bronzo   | Bruno Neumann | Equitazione        | Concorso completo individuale   |
| Bronzo   | Georg Brunner Heinz Wöltje Werner Proft Erich Zander Theo Haag Werner Freyberg Herbert Kemmer Herbert Hobein Benno Boche Herbert Müller Fritz Horn Erwin Franzkowiak Hans Haußmann Karl-Heinz Irmer Aribert Heymann Kurt Haverbeck Rolf Wollner Gerd Strantzen Heinz Foerstendorf | Hockey su prato    | -                               |
| Bronzo   | Georg Gehring | Lotta greco-romana | Pesi massimi                    |
| Bronzo   | Charlotte Mühe | Nuoto              | 200 metri rana femminili        |
| Bronzo   | Helmut Kahl | Pentathlon moderno | -                               |
| Bronzo   | Olga Oelkers | Scherma            | Fioretto individuale femminile  |
| Bronzo   | Hans Wölpert | Sollevamento pesi  | Pesi piuma                      |

## Risultati

### Calcio
| Atleta | Classifica |                     |
| --- | --- | ------------------- |
| V · D · M Nazionale tedesca · Calcio ai Giochi Olimpici Estivi 1928 P Gehlhaar · P Stuhlfauth · P Wentorf · D Beier · D Heidkamp · D Kutterer · D Weber · C Gruber · C Kalb · C Knöpfle · C Leinberger · C Müller · C Nagelschmitz · C Reinmann · A Albrecht · A L. Hofmann · A R. Hofmann · A Horn · A Hornauer · A Kuzorra · A Pöttinger · A Schmitt · CT : Nerz | 5° |                     |
| Nazionale tedesca · Calcio ai Giochi Olimpici Estivi 1928 | |                     |
| P Gehlhaar · P Stuhlfauth · P Wentorf · D Beier · D Heidkamp · D Kutterer · D Weber · C Gruber · C Kalb · C Knöpfle · C Leinberger · C Müller · C Nagelschmitz · C Reinmann · A Albrecht · A L. Hofmann · A R. Hofmann · A Horn · A Hornauer · A Kuzorra · A Pöttinger · A Schmitt · CT: Nerz                                                                      | P Gehlhaar · P Stuhlfauth · P Wentorf · D Beier · D Heidkamp · D Kutterer · D Weber · C Gruber · C Kalb · C Knöpfle · C Leinberger · C Müller · C Nagelschmitz · C Reinmann · A Albrecht · A L. Hofmann · A R. Hofmann · A Horn · A Hornauer · A Kuzorra · A Pöttinger · A Schmitt · CT: Nerz | Germania (bandiera) |

### Pallanuoto
| Atleta | Classifica |                     |
| --- | --- | ------------------- |
| V · D · M Nazionale maschile tedesca di pallanuoto · Giochi olimpici - Amsterdam 1928 Amann · Bähre · Benecke · Blank · Cordes · Gunst · E. Rademacher · J. Rademacher · Atmer · Kühne · Protze · CT : Moritz Nussbaum | Oro |                     |
| Nazionale maschile tedesca di pallanuoto · Giochi olimpici - Amsterdam 1928 | |                     |
| Amann · Bähre · Benecke · Blank · Cordes · Gunst · E. Rademacher · J. Rademacher · Atmer · Kühne · Protze · CT: Moritz Nussbaum                                                                                        | Amann · Bähre · Benecke · Blank · Cordes · Gunst · E. Rademacher · J. Rademacher · Atmer · Kühne · Protze · CT: Moritz Nussbaum | Germania (bandiera) |